# 茶釜の滝
茶釜の滝（ちゃがまのたき）は、秋田県鹿角市八幡平地区にある滝である。

## 概要
米代川の支流夜明島川の上流「夜明島渓谷（よあけしまけいこく）」にある。高さ100mといわれ、日本の滝百選の一つである。
茶釜の滝は双門の滝（奈良県吉野郡天川村）・御来光の滝（愛媛県上浮穴郡久万高原町）と並んで滝までのアプローチが難しく、百選滝中の三大難攻滝の一つといわれている。滝は林道脇にある「夜明島渓谷入口」の標柱傍の駐車スペースから約5.5km（約2時間）沢登りをしたところにある。
2020年（令和2年）9月24日には、滝を目指していた女性が落石に遭い頭に負傷。通報から救助隊が女性を発見するまで5時間を要している。